# チェ・ヨンチョル
チェ・ヨンチョル（朝鮮語: 최영철、1974年3月17日 - ）は、韓国の韓国放送公社 (KBS) 所属の記者。ニュースキャスターとしてアンカーを務めた。
1974年に韓国のソウル特別市で生まれた。父は後に現代エレベーターの社長になったチェ・ヨンモク（최용묵）である。
ソウル大学校の社会学科を卒業し、2000年にKBSに記者として採用され、入局した。その後、KBS報道局国際部の記者を経て、2013年10月からKBSの看板ニュース番組『KBSニュース9』のアンカーを務めた。妻はKBSのアナウンサー、チェ・ウォンジョンである。